# Kirkee
Kirkee is een kantonnement in het district Poona van de Indiase staat Maharashtra. 

## Demografie
Volgens de Indiase volkstelling van 2001 wonen er 76.608 mensen in Kirkee, waarvan 56% mannelijk en 44% vrouwelijk is. De plaats heeft een alfabetiseringsgraad van 80%.